# Božice-u nádraží

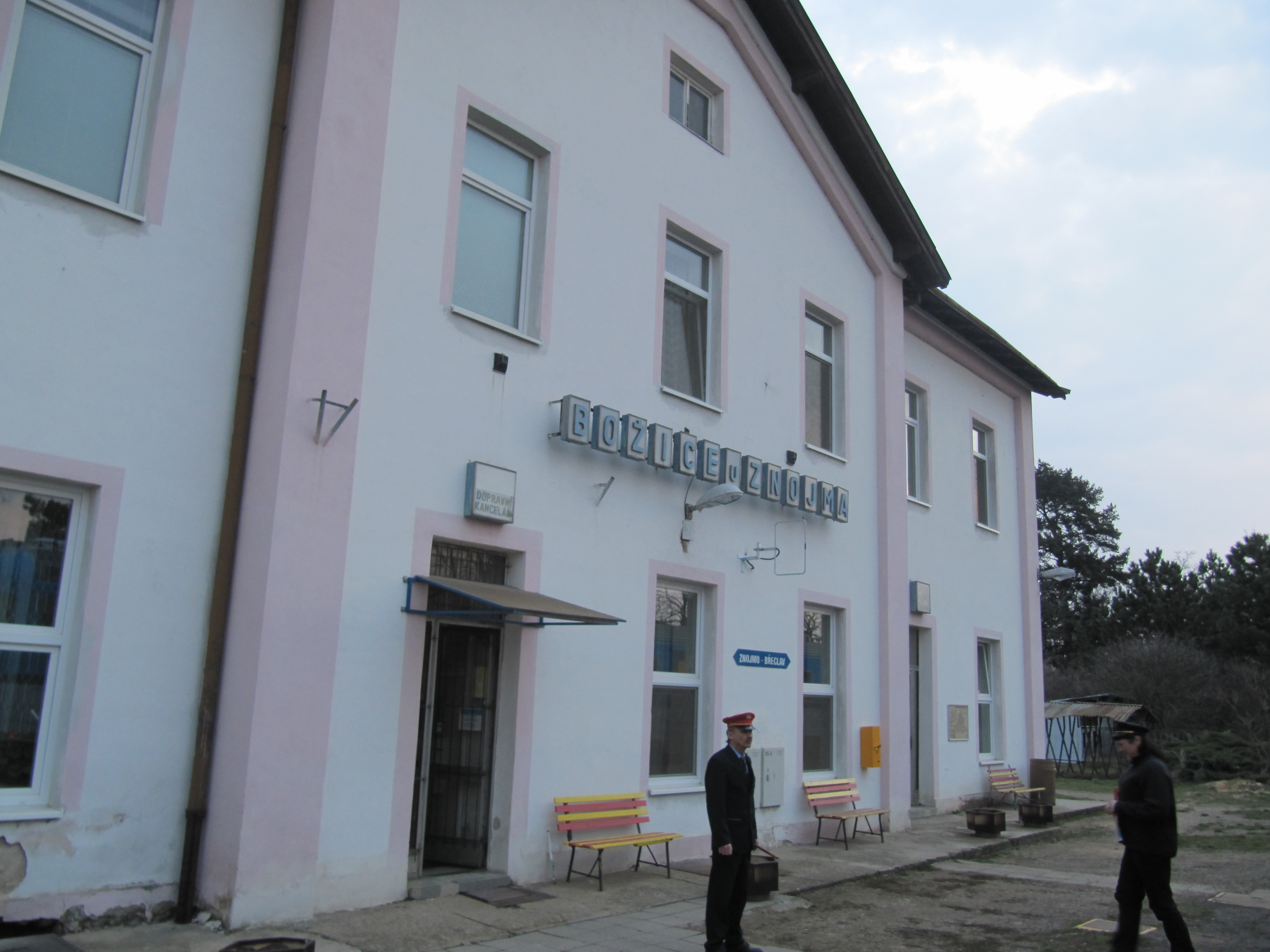
Bahnhofsgebäude

Božice-u nádraží ist eine Grundsiedlungseinheit der Gemeinde Božice in Tschechien. Sie liegt anderthalb Kilometer südlich des Ortszentrums von Božice am Bahnhof Božice u Znojma und gehört zum Okres Znojmo.

## Geographie
Die Siedlung Božice-u nádraží befindet sich rechtsseitig über dem Tal des Baches Příční potok (Peterbach) in der Thaya-Schwarza-Senke. Gegen Osten erstreckt sich der Hojawald mit den Teichen Horní Karlov, Prostřední Karlov und Dolní Karlov. Westlich liegt der Teich Petrovický rybník und im Nordwesten der Božický rybník, beide ebenfalls im Údolí lásky (Petertal). Durch den Ort führen die Staatsstraße II/397 zwischen Božice und Hrádek sowie die Bahnstrecke Hrušovany nad Jevišovkou–Znojmo.
Nachbarorte sind Božice im Norden, Kolonie u Dvora und Pravice im Nordosten, Karlov und Nový Dvůr im Osten, Šanov und Velký Karlov im Südosten, Dyjákovice und Hrádek im Süden, Křídlůvky, Valtrovice und Micmanice im Südwesten, Sídliště Formoza und Hodonice im Westen sowie Borotice und České Křídlovice im Nordwesten.

## Geschichte
An der Stelle der heutigen Siedlung kreuzten sich früher zwei Handelswege. Der Hojaweg führte von Grusbach neben dem Petertal über die Hochfläche und durch die Oedung Petrowitz nach Hödnitz; der andere Weg verlief von Possitz über das Halblehen und das Petertal nach Erdberg. An der Kreuzung stand seit dem 18. Jahrhundert das Wirtshaus Hoja.
In den Jahren 1869–1870 wurde neben dem Hojaweg die Bahnstrecke Grusbach-Znaim gebaut, gegenüber dem Wirtshaus Hoja entstand die Station Possitz-Joslowitz. Das Bahnhofsgebäude wurde 1871 in Betrieb genommen. Wenig später erfolgte der Ausbau des am Bahnhof die Bahnstrecke kreuzenden Fahrweges von Possitz nach Erdberg zur Chaussee. Zu Beginn des 20. Jahrhunderts wurden neben dem Wirtshaus einige Wohnhäuser errichtet.
Nach der Gründung der Tschechoslowakei sorgte die Ansiedlung von Tschechen in der fast ausschließlich von Deutschmährern besiedelten Gegend für Unzufriedenheit bei der Bevölkerung. Als im Zuge der Bodenreform die zur Joslowitzer Grundherrschaft des Wilhelm von Spee Meierhöfe Possitz und Hoja parzelliert und ausschließlich tschechischen Siedlern zugeteilt werden sollten, versammelten sich am 27. Oktober 1926 bei der Anreise der Verteilungskommissare ca. 2000 Einwohner von Possitz, Borotitz und Böhmisch Grillowitz am Bahnhof zu einer Protestkundgebung. Der Abgeordnete Franz Wagner und Vertreter des Gemeinderates empfingen die Kommission mit der Forderung, auch ärmere deutsche Einwohner und Bedienstete der Höfe bei der Verteilung zu berücksichtigen. Nachdem dies durch die Kommissare zurückgewiesen wurde, geriet die Demonstration außer Kontrolle. Die ins Bahnhofsgebäude geflüchteten Kommissare traten auf Anraten Wagners unverrichteter Dinge die Rückreise an. Die Gründung der tschechischen Kolonie erfolgte schließlich im Folgejahr.
Nach dem Münchner Abkommen wurde die Siedlung 1938 dem Großdeutschen Reich zugeschlagen und gehörte bis 1945 zum Kreis Znaim. Mit der Fusion von Groß Grillowitz und Possitz zu einer Gemeinde Neuweidenbach wurden auch die Bahnhofsiedlung derselben zugeordnet. Nach dem Kriegsende 1945 kam Božice-u nádraží zur Tschechoslowakei zurück; zugleich erfolgte die Wiederherstellung der alten Verwaltungsstrukturen, die Gemeinde Neuweidenbach wurde aufgelöst. Die deutschsprachigen Bewohner wurden im August 1945 nach Österreich vertrieben. Ab 1948 gehörte der Ort zum Okres Mikulov. Bei der Gebietsreform von 1960 kam Božice-u nádraží im Zuge der Aufhebung des Okres Mikulov wieder zum Okres Znojmo zurück. Zum Ende des 20. Jahrhunderts wurde am Bahnhof ein Gewerbegebiet angelegt, in dem mit Prefa Brno a.s., Best Beta a.s., Land–Produkt a.s. und Českomoravské štěrkovny, Betrieb Božice vier größere Unternehmen ihren Sitz haben. Außerdem gibt es in der Siedlung eine PHM-Tankstelle.

## Ortsgliederung
Die Grundsiedlungseinheit Božice-u nádraží ist Teil des Katastralbezirkes Božice.

## Sehenswürdigkeiten
- Hospůdka „U Šíbla“, das gegenüber dem Bahnhof befindliche architektonisch interessante Wirtshaus ist das älteste Gebäude der Siedlung. Seit der Neueröffnung im Jahre 2016 wird es unter dem Namen „Hostinec u Nádraží“ betrieben und dient hauptsächlich als Kantine für die Beschäftigen der umliegenden Firmen.[4]
- Nischenkapelle